# Anne LaBastille
Anne LaBastille (* 20. November 1935 in Montclair, New Jersey; † 1. Juli 2011 in Plattsburgh, New York) war eine US-amerikanische Autorin und Ökologin. Sie wurde insbesondere bekannt durch ihren Rückzug in die Wildnis – 1965 erwarb sie Land in den Adirondack Mountains und baute dort mit Unterstützung eine kleine Blockhütte. Ab diesem Zeitpunkt lebte LaBastille vornehmlich in solch kleinen Hütten, in relativer Einsamkeit und mit Abstand zur Zivilisation. Ihre zweite Hütte baute sie sich weitestgehend selbst. Ihre Erfahrungen rund um das „Hütten-Leben“ hat sie in mehreren Büchern und Artikeln publiziert.

## Forschungsarbeit
Anne LaBastille war studierte Biologin. Ihre Promotion erfolgte an der Cornell University. Sie schrieb mehr als 150 publizierte Artikel zu verschiedenen ökologischen Themen. U. a. beschäftigte sie sich mit den negativen Auswirkungen sauren Regens und den Folgen für Seen, Wälder und Wildleben. Sie arbeitete innerhalb dieses Forschungsfeldes international und unternahm viele Forschungsreisen.
Anne LaBastille arbeitete außerdem als Lektorin und gab über 40 Jahre lang Workshops zu verschiedenen Themen. Darüber hinaus arbeitete sie als Naturfotografin, ihre Bilder wurden in zahlreichen Publikationen, deren Inhalt sich mit Natur und Wildleben beschäftigt, veröffentlicht.

## Auszeichnungen
LaBastille erhielt zahlreiche Auszeichnungen für ihren Einsatz zum Schutz und der Erforschung ökologischer Systeme, u. a. wurde sie von der National Wildlife Federation für ihre Pionierarbeit geehrt. Außerdem erhielt sie im Jahr 1994 den Roger Tory Peterson Award – eine Auszeichnung für Menschen, die ihr Wissen über Natur und Naturleben pädagogisch weitervermitteln. 1993 erhielt sie die Goldmedaille der Society of Woman Geographers für ihre Tätigkeit.
Sie erhielt die Ehrendoktorschaft des Ripon College in Wisconsin.

## Privates
Anne LaBastille war eine Nichte von Otto Ernst Meyer, des Gründers der ehemaligen brasilianischen Fluglinie VARIG. Sie lebte bis zum Jahr 2007 in ihrer letzten Blockhütte (im Laufe der Jahre wurden mehrere Hütten gebaut bzw. fanden mehrere Umbauten statt). Im Jahr 2008 musste sie dieses Leben aus gesundheitlichen Gründen aufgeben und zog in ein Altersheim nach Plattsburgh (New York).
Neben ihrer Forschungsarbeit im Namen der Natur veröffentlichte sie auch fünf Kinderbücher.

## Werke (Auswahl)
- Beyond Black Bear Lake
- Die Wildnis-Frauen, Rowohlt, Hamburg, 1986; ISBN 3-499-15805-1
- Frau in der Wildnis; Müller Rüschlikon, 1988; ISBN 3-275-00941-9
- Die Waldfrau; Müller Rüschlikon, 1990; ISBN 3-275-00983-4
- Allein in der Wildnis; Luebbe, Bergisch Gladbach, 1990 ISBN 3-404-61193-4
- Mama Poc; Luebbe, 1993 ISBN 3-404-60321-4